# Cragia adiastola
Cragia adiastola là một loài bướm đêm thuộc phân họ Arctiinae, họ Erebidae.